# Olof Olsson i Kullenbergstorp
Olof Olsson i Kullenbergstorp i riksdagen kallad Olsson i Kullenbergstorp, född den 6 februari 1859 i Jonstorps socken, död där den 16 juli 1934, var en svensk lantbrukare och politiker för Bondeförbundet.

## Biografi
Olof Olsson växte upp på ett lantbruk i Kullenbergstorp i Jonstorps socken i Skåne. Han övertog gården redan som 22-åring och gifte sig två år senare, 1883, med Katarina Smith. Han var aktiv inom Jordbrukarnas föreningsrörelse och tog initiativ till Kullens Mejeriförening samt blev dess förste ordförande och verkställande direktör. År 1909 invaldes Olof Olsson till andra kammaren för Luggude domsagas norra valkrets och representerade valkretsen fram till 1911. I riksdagen betecknade han sig som högervilde.
Efter andrakammarvalet 1917 blev Jordbrukarnas riksförbund representerat i riksdagen med tre mandat, varav ett tillhörde Olof Olsson. Under sin tid i riksdagen verkade han i bland annat bevillningsutskottet, statsutskottet, utrikesnämnden och jordbrukskommissionen. 1919–1921 var Olsson ordförande för Jordbrukarnas fria grupp, riksdagsgruppen för Jordbrukarnas riksförbund.
År 1921 uppgick riksförbundet i Bondeförbundet. Olof Olsson blev partiets ordförande 1929 och var en inflytelserik person i partiets högerflygel. Mot hans vilja träffades 1933 en uppgörelse – Kohandeln – mellan Bondeförbundet och socialdemokraterna, och 1934 ersattes Olsson av Axel Pehrsson-Bramstorp både som ordförande i riksdagsgruppen i början av riksdagen 1934 och i partiet vid riksstämman i juni 1934. Samtidigt valdes han till hedersordförande. Under sitt sista år i livet besvärades Olsson av ohälsa och avled en månad efter att han lämnat posten som partiordförande. Sonen Gillis gick i faderns fotspår och representerade Bondeförbundet i riksdagen 1935–1944.